# 湯野浜温泉

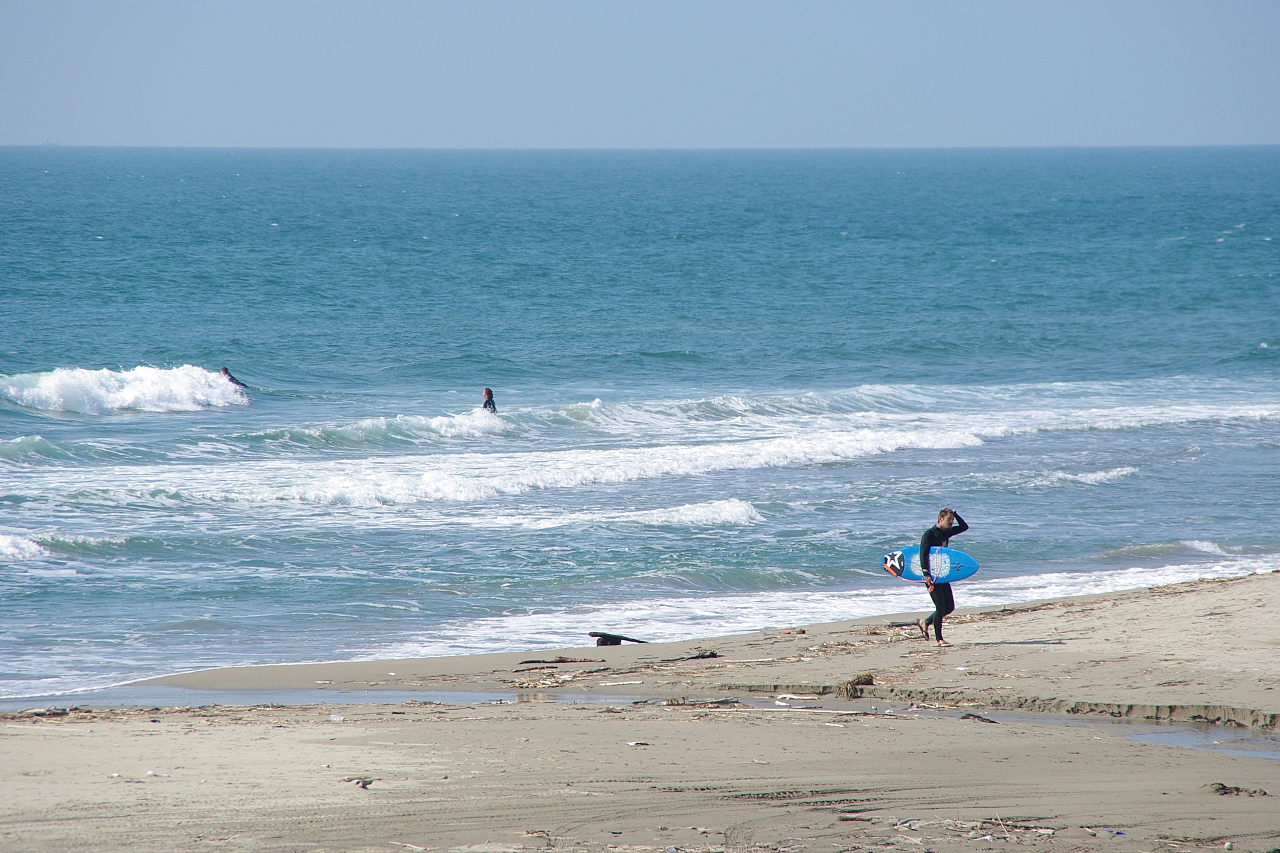
湯野浜海水浴場（2011年5月）

湯野浜温泉（ゆのはまおんせん）とは、山形県鶴岡市湯野浜（旧出羽国、明治以降は羽前国）にある温泉である。
同じ山形の上山温泉、福島の東山温泉とともに奥羽三楽郷に数えられた。

## 泉質
- ナトリウム・カルシウム - 塩化物泉[1]

色は無色透明。他に独自のアルカリ性単純泉の源泉を持つ温泉宿もある。施設によっては飲泉も可能である。

## 泉温
- 40 - 60度[3]

## 温泉街
日本海に面し、沈む夕日を眺めることができる湯船、新鮮な魚介類の料理を名物とする温泉宿が多い。夏場は、海水浴客でも賑わう。共同浴場は2軒ある（上区共同浴場、下区共同浴場）。
近くに鶴岡市立加茂水族館がある。

## 歴史
天喜年間（11世紀）に開湯。付近の漁夫が海辺で亀が温浴しているのを見て発見したと伝えられている。
1929年から1975年までは、私鉄の庄内交通湯野浜線が湯野浜の中心地と鶴岡駅を結んでいた。かつて湯野浜温泉駅であった場所は現在、湯野浜コミュニティセンター・湯野浜温泉下区公衆浴場・観光案内所・バス待合所を併設した湯野浜振興センターとなっている。

## アクセス
公共交通
- JR羽越本線 鶴岡駅より庄内交通バス・湯野浜温泉行き（加茂経由/善宝寺経由）利用[7]。
- 庄内空港から利用者向けの送迎バスを運行している施設がある[8]。

道路
- 日本海東北自動車道・庄内空港IC、鶴岡西IC、山形自動車道・鶴岡ICから国道112号経由
- 酒田市、鶴岡市中心部から国道112号経由

## 周辺
- 湯野浜海水浴場
- 湯の浜カントリークラブ
- 善寳寺
- 鶴岡市立加茂水族館
- 高館山
- 由良温泉